# 2,4-dinitrofenylhydrazin
2,4-dinitrofenylhydrazin, též Bradyovo činidlo nebo Borcheovo činidlo, je organická sloučenina, derivát hydrazinu často používaný ke kvalitativnímu testování na karbonylové skupiny. Je poměrně citlivý na náraz a tření, takže se s ním musí nakládat opatrně. Aby bylo omezeno nebezpečí výbuchu, bývá často přepravován a dodáván vlhký.

## Výroba
2,4-dinitrofenylhydrazin je komerčně dostupný obvykle jako vlhký prášek. Vyrábí se reakcí hydraziniumsulfátu s 2,4-dinitrochlorbenzenem:
Bradyovo činidlo se připravuje rozpouštěním 2,4-dinitrofenylhydrazinu ve směsi methanolu a koncentrované kyseliny sírové.

## Bradyův test
2,4-dinitrofenylhydrazin může být použit na kvalitativní detekci ketonové či aldehydové funkční skupiny. Pozitivní test je signalizován vytvořením žluté, oranžové nebo červené sraženiny (známé jako dinitrofenylhydrazon). Je-li karbonylová sloučenina aromatická, vznikne červená sraženina; je-li alifatická, sraženina bude mít žlutější barvu. Reakce 2,4-dinitrofenylhydrazinu a ketonu za vzniku hydrazonu probíhá podle rovnice:
RR'C=O + C6H3(NO2)2NHNH2 → C6H3(NO2)2NHN=CRR' + H2O
Tato reakce patří mezi kondenzační reakce, jelikož se spojují dvě molekuly za uvolnění molekuly vody. Z hlediska mechanismu jde o adiční reakci; nukleofilní adici -NH2 skupiny na karbonylovou skupinu.
Krystaly různých hydrazonů mají své charakteristické teploty tání a varu, což umožňuje identifikovat konkrétní výchozí sloučeninu.
Tato metoda byla nahrazena moderními spektroskopickými a spektrometrickými postupy.
Dinitrofenylhydrazin nereaguje s jinými sloučeninami obsahujícími karbonylovou skupinu, jako jsou karboxylové kyseliny , jejich amidy a estery, u nichž rezonanční stabilita volného elektronového páru v interakci s p-orbitalem karbonylového uhlíku vede ke zvýšené delokalizaci v molekule. Tato stabilita zmizí při přidání soubstituentu na karbonyl. U karboxylových kyselin tak dochází k jevu, kdy se sloučenina chová jako zásada, vzniklý karboxylát je tak záporně nabitý a odolný vůči nukleofilním činidlům.